# راي بيترز
راي بيترز (بالإنجليزية: Ray Peters)‏ هو لاعب كرة قاعدة أمريكي، ولد في 27 أغسطس 1946 في بوفالو في الولايات المتحدة.

## وصلات خارجية
- راي بيترز على موقع دوري كرة القاعدة الرئيسي (الإنجليزية)
- راي بيترز على موقعبيزبول رفرنس.كوم (الدوري الرئيسي) (الإنجليزية)
- راي بيترز على موقعبيزبول رفرنس.كوم (الدوري الثانوي) (الإنجليزية)